# Братениця (Охтирський район)
Брате́ниця — село в Україні, у Великописарівській громаді Охтирського району Сумської області. Населення становить 347 осіб. Колишній орган місцевого самоврядування — Дмитрівська сільська рада.

## Географія
Село Братениця розташоване на березі річки Братениця, вище за течією на відстані 2.5 км розташоване село Леміщине, нижче за течією примикає село Дмитрівка. На відстані 0.5 км розташоване село Шевченкове. Село простягається уздовж річки на 7 км. На річці декілька загат. Село примикає до кордону з Росією.
На східній околиці с.Братениця (правий берег р.Братениця, 6,2 км на північний схід від мосту через річку ).розташована крайня східна точка Сумської області 50 20'45'' пн.ш, 35 41'37'' сх.д.

## Історія
Село постраждало внаслідок геноциду українського народу, проведеного урядом СРСР 1932–1933 та 1946–1947 роках.
12 червня 2020 року, відповідно до розпорядження Кабінету Міністрів України № 723-р «Про визначення адміністративних центрів та затвердження територій територіальних громад Сумської області», село увійшло до складу Великописарівської селищної громади.
19 липня 2020 року, в результаті адміністративно-територіальної реформи та ліквідації Великописарівського району, увійшло до складу новоутвореного Охтирського району.

#### Російське вторгнення в Україну (з 2022)
27 серпня 2024 року оперативне командування “Північ” інформує про обстріли села. Зафіксовано 8 вибухів, ймовірно міномет 120 мм; 2 вибухи, ймовірно ФПВ-дрон.  

## Населення

### Мова
Розподіл населення за рідною мовою за даними перепису 2001 року:
| Мова            | Кількість | Відсоток |
| --------------- | --------- | -------- |
| українська      | 315       | 90.78%   |
| російська       | 29        | 8.35%    |
| угорська        | 1         | 0.29%    |
| інші/не вказали | 2         | 0.58%    |
| Усього          | 347       | 100%     |